# Noyelles-Godault Communal Cemetery
Noyelles-Godault Communal Cemetery is een begraafplaats gelegen in de Franse plaats Noyelles-Godault (Pas-de-Calais). De militaire graven worden onderhouden door de Commonwealth War Graves Commission.
De begraafplaats telt 5 geïdentificeerde Gemenebest graven uit de Eerste Wereldoorlog.